# Soleil (入野自由のアルバム)
『Soleil』（ソレイユ）は、入野自由の1枚目のミニアルバム。2009年6月24日にKiramuneから発売された。

## 概要
歌手活動デビューアルバム。初回限定盤と通常盤の2種リリースで、前者にはMVとメイキング映像を収録したDVDが同梱されている。表題曲「Soleil」は、フランス語で太陽の意で、収録曲自体も前向きで人に元気を与える曲が多く収録されている。

## 収録曲
CD
1. エール [4:34]
作詞：双葉、作曲：磯部篤子、編曲：中西亮輔
2. Always, [4:24]
作詞：溝口貴紀、作曲：山口雅也、編曲：ユウヤクボ
3. Start [4:48]
作詞：下地悠、作曲：FIREWORKS、編曲：伊橋成哉
4. Brave [3:34]
作詞：鳥海雄介、作曲・編曲：八木雄一
5. 雨音 [4:19]
作詞：下地悠、作曲：FIREWORKS、編曲：中西亮輔
6. Fine Day [4:26]
作詞：YUMIKO、作曲：藤末樹、編曲：綾部薫

DVD
- 初回限定盤のみに同梱。

1. エール（PV、メイキング）